# Palicourea cymosa
Palicourea cymosa är en måreväxtart som först beskrevs av Hipólito Ruiz López och Pav., och fick sitt nu gällande namn av Paul Carpenter Standley. Palicourea cymosa ingår i släktet Palicourea och familjen måreväxter. Inga underarter finns listade i Catalogue of Life.